# Sacha Feinberg Mngomezulu
Sacha Feinberg Mngomezulu (22 de febrero de 2002) es un jugador de rugby sudafricano que juega en Stormers de la United Rugby Championship y en los Springboks. Su posición habitual es la de apertura pero también puede jugar de wing y centro.

## Carrera

### Western Province
Mngomezulu debutó en la Currie Cup en 2021 con la camiseta de Western Province.

### Stormers
En la temporada 2021/22 debutó en la United Rugby Championship con Stormers consagrándose campeón al vencer al otro equipo sudafricano Bulls. En la temporada siguiente harían otra gran campaña, pero caerían ante Munster en Ciudad del Cabo en la final. En la temporada 2023/24 volvería a terminar como subcampeón al caer ante Glasgow en la final disputada en Pretoria.

## Selección nacional
Debutó con los Springboks ante Gales en 2024.

## Clubes
| Club             | País      |
| ---------------- | --------- |
| Western Province | Sudáfrica |
| Stormers         | Sudáfrica |

## Palmarés
| Título                    | Equipo   | País      | Año     |
| ------------------------- | -------- | --------- | ------- |
| United Rugby Championship | Stormers | Sudáfrica | 2021/22 |